# 代斯納 (文尼察州)
代斯纳（烏克蘭語：Десна），是烏克蘭西南部文尼察州文尼察區文尼察市镇的鎮。毗鄰文尼察，面積0.05平方公里，2011年人口1,318，人口密度每平方公里25,346人，大部分居民使用烏克蘭語。